# Vaccinatievereisten voor internationaal reizen
Vaccinatievereisten voor internationaal reizen zijn een vorm van vaccinatiebeleid met betrekking tot verplaatsingen van mensen over grenzen. Verschillende landen in de wereld vereisen reizigers die naar andere landen vertrekken of uit andere landen aankomen om te zijn gevaccineerd tegen bepaalde besmettelijke ziektes om epidemieën te voorkomen. Bij grensovergangen dienen deze reizigers bewijs van vaccinatie tegen specifieke ziektes te tonen. Het meest gebruikte vaccinatiebewijs is het Internationaal Bewijs van Inenting of Profylaxe (Engels: International Certificate of Vaccination or Prophylaxis of ICVP, ook wel bekend als Carte Jaune oftewel "gele kaart"), ontwikkeld door de Wereldgezondheidsorganisatie (WHO).

## Pokken (1944–1981)
Het eerste Internationaal Bewijs van Vaccinatie tegen Pokken werd ontwikkeld door de Internationale Sanitaire Conventie van 1944 (dat op zijn beurt een amendement was van de Internationale Sanitaire Conventie betreffende de Zeevaart van 1926 en de Internationale Sanitaire Conventie voor de Luchtvaart van 1933). Aanvankelijk was dit certificaat maximaal 3 jaar geldig.
Het beleid had een paar zwakke plekken: de pokkenvaccinatiebewijzen werden niet altijd door gekwalificeerd luchthavenpersoneel gecontroleerd of wanneer passagiers overstapten op luchthavens in pokkenvrije landen. Reisbureaus leverden per ongeluk certificaten aan enkele ongevaccineerde klanten en er waren enkele incidenten met vervalste documenten. Tot slot raakte een klein deel van de passagiers met een geldig vaccinatiebewijs alsnog besmet omdat ze niet correct gevaccineerd waren. Desalniettemin zijn alle experts het erover eens dat het verplichte bezit van een vaccinatiebewijs aanzienlijk heeft bijgedragen aan het aantal reizigers dat gevaccineerd werd. Dat heeft geholpen bij het indammen van de verspreiding van de pokken, vooral toen de luchtvaart enorm uitbreidde in de jaren 1960 en 1970 en de reistijd tussen endemische landen en alle andere landen reducerende tot luttele uren.
Nadat de pokken in 1980 met succes werden uitgeroeid werd het Internationaal Bewijs van Vaccinatie tegen Pokken afgeschaft in 1981 en de nieuwe editie van het formulier uit 1983 bevatte geen bepaling meer over pokkenvaccinatie.

## Gele koorts

Vaccinatie tegen gele koorts 10 dagen voor het betreden van dit land/gebied is vereist voor reizigers uit...
Alle landen
Risicolanden (inclusief luchthaventransfers)
Risicolanden (exclusief luchthaventransfers)
Geen vereiste (risicoland)
Geen vereiste (geen risicoland)

Reizigers die bepaalde landen of gebieden willen betreden moeten minstens 10 dagen voordat ze de grens oversteken gevaccineerd zijn tegen gele koorts en bij de grensovergang een vaccinatiebewijs kunnen tonen.:45 In de meeste gevallen hangt deze reisvereiste af van of de Wereldgezondheidsorganisatie het land van vertrek heeft aangewezen als een 'land met risico op gele koorts-overdracht' (oftewel 'risicoland'). In een paar landen maakt het niet uit welk land de reiziger vandaan komt: iedereen die deze landen wil betreden moet tegen gele koorts zijn gevaccineerd. Er zijn uitzonderingen voor pasgeboren kinderen; in de meeste gevallen hoeft een kind pas ingeënt te worden als het minstens 9 maanden of 1 jaar oud is.

## Polio

Poliovaccinatie is vereist voor reizigers...
Van alle landen, naar alle landen
Van sommige landen, naar alle landen
Van sommige landen, naar alle landen
Van sommige landen, naar sommige landen
Naar sommige landen
Van sommige landen

Het poliovirus veroorzaakt poliomyelitis (kortweg polio), een ziekte die mensen (vooral kinderen) kan verlammen en zelfs doden door longontsteking. Er bestaan twee poliovaccins: het salkvaccin en het sabinvaccin.
Reizigers die bepaalde landen willen betreden of verlaten moeten gevaccineerd zijn tegen polio – meestal hooguit 12 maanden en minstens 4 weken voordat ze de grens oversteken – en een vaccinatiebewijs kunnen tonen bij de douane.:25–27 De meeste vereisten zijn alleen van toepassing op reizen van of naar zogenoemde 'polio-endemische', 'polio-getroffen', 'polio-exporterende', 'polio-overdragende' of 'zeer riskante' landen. Per augustus 2020 zijn Afghanistan en Pakistan de enige polio-endemische landen in de wereld (waar wilde polio nog niet is uitgeroeid). Verschillende landen hebben aanvullende voorzorgsmaatregelen die poliovaccinatie als vereiste voor reizen stellen, bijvoorbeeld van en naar 'key at-risk countries', wat in december 2020 China, Indonesië, Mozambique, Myanmar en Papua Nieuw-Guinea waren.

## Meningokokken-meningitis

Reizigers moeten een meningokken-vaccinatiebewijs tonen...
Bij aankomst in de hadj- en oemrahzones (buiten- en binnenlandse pelgrims, werkers en inwoners van Mekka en Medina)
Voor vertrek naar de hadj en oemrah in Saoedi-Arabië en naar bepaalde Afrikaanse landen
Voor vertrek naar en bij aankomst vanuit Saoedi-Arabië
Voor vertrek naar de hadj en oemrah Saoedi-Arabië
Bij aankomst
Afrikaanse meningitisgordel: vaccinatie aanbevolen voor gasten

Meningokokken-meningitis is hersenvliesontsteking die veroorzaakt wordt door de meningokok-bacterie. Reizigers die bepaalde landen of gebieden willen betreden of verlaten moeten gevaccineerd zijn tegen meningokokken-meningitis – bij voorkeur 10–14 dagen voordat ze de grens oversteken – en een vaccinatiebewijs kunnen tonen bij de douane.:21–24 Landen die meningokokken-vaccinatie vereisen voor reizigers zijn onder meer de Filipijnen, Gambia, Indonesië, Libanon, Libië en vooral en het meest grondig Saoedi-Arabië voor moslims die in Mekka en Medina op bezoek komen, of werken tijdens de hadj of oemrah (islamitische bedevaarten). Voor sommige landen in de zogenaamde Afrikaanse meningitisgordel zijn vaccinaties voorafgaand aan binnenkomst weliswaar niet verplicht, maar ten zeerste aanbevolen.:21–24

## COVID-19

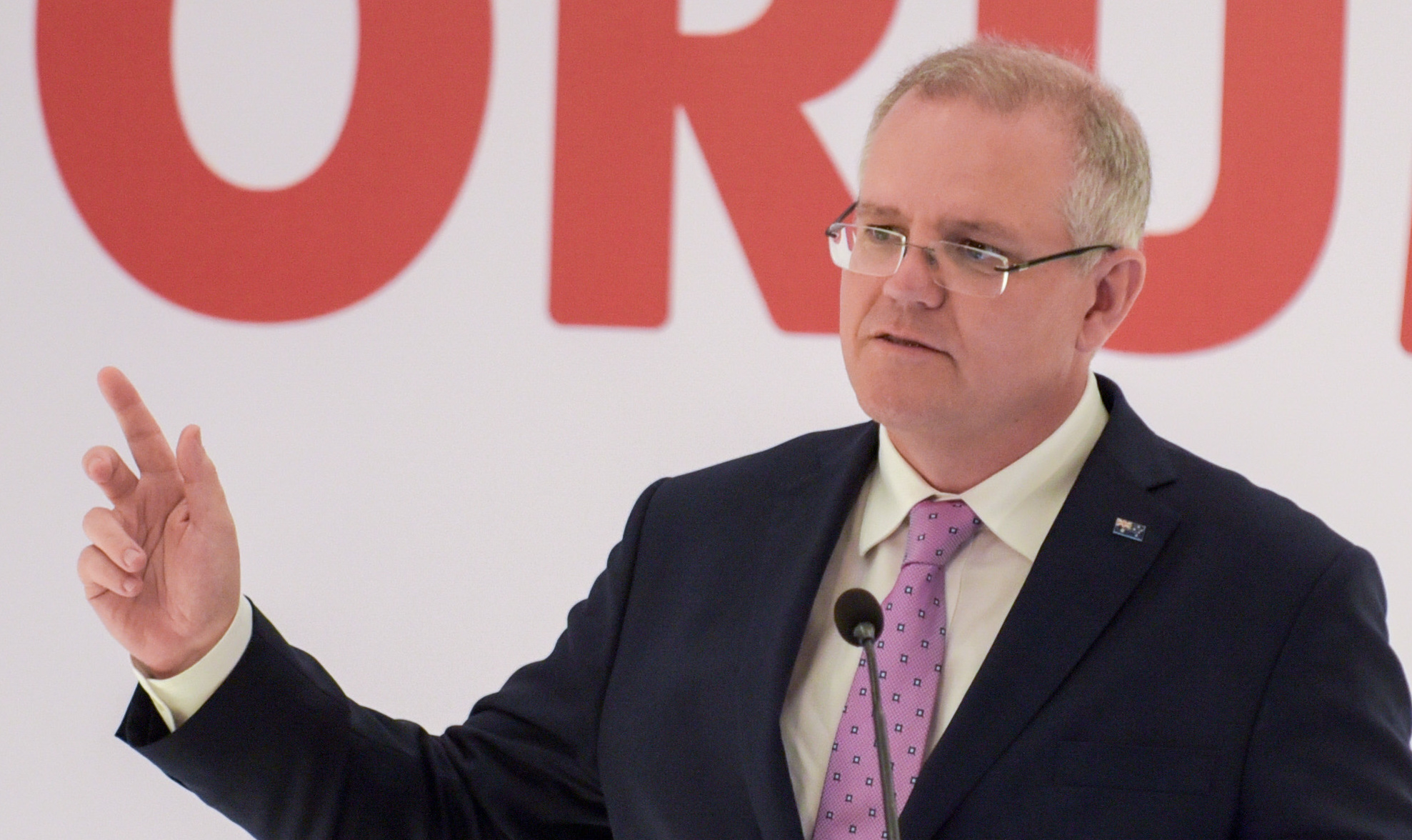
Scott Morrison: "Mensen kunnen kiezen: twee weken quarantaine of vaccineren."

Tijdens de coronapandemie werden verschillende COVID-19-vaccins ontwikkeld en in december 2020 werd de eerste vaccinatiecampagne opgestart.
Anticiperend op het vaccin kondigde Qantas op 23 november 2020 aan dat de luchtvaartmaatschappij internationale reizigers om een vaccinatiebewijs voor COVID-19 zou vragen. Volgens directeur Alan Joyce zou een coronavaccin een "noodzaak" worden voor reizen: "We kijken naar het wijzigen van onze algemene voorwaarden om van internationale reizigers te vragen dat ze gevaccineerd zijn voordat ze op het vliegtuig stappen." Australisch premier Scott Morrison kondigde vervolgens aan dat alle internationale reizigers die naar Australië vliegen zonder bewijs van COVID-19-vaccinatie verplicht twee weken in quarantaine zullen moeten gaan op hun eigen kosten. Premier Daniel Andrews van Victoria en de directeurs van Melbourne Airport, Brisbane Airport en Flight Centre steunden allemaal het "no jab, no fly"-beleid ('geen prik, geen vlucht') van de regering-Morrison; alleen de directeur van Sydney Airport suggereerde dat een geavanceerde manier van coronatesten eventueel ook voldoende zou zijn om quarantaine in de toekomst over te slaan. De International Air Transport Association (IATA) kondigde aan dat zij bijna klaar was met de ontwikkeling van een digitale gezondheidspas die informatie over de coronatest- en vaccinatiestatus van passagiers aan luchtvaartmaatschappijen en overheden kan tonen.
Korean Air en Air New Zealand overwogen ook serieus om een vaccinatieplicht in te stellen, maar zouden dat met hun respectievelijke regeringen overleggen. KLM-directeur Pieter Elbers reageerde op 24 november dat KLM nog geen plannen voor een vaccinatieplicht op haar vluchten heeft. Brussels Airlines en Lufthansa zeiden dat ze nog geen plannen hadden om passagiers te vereisen om voor het aan boord gaan een vaccinatiebewijs te tonen, maar directeur Arnaud Feist van Brussels Airport (Zaventem) was het eens met het beleid van Qantas: "Vroeg of laat zal het hebben van bewijs van vaccinatie of een negatieve test verplicht worden." Ryanair kondigde een dat het geen vaccinatiebewijs voor vliegreizen binnen de EU zou verplichten en EasyJet wilde überhaupt geen bewijs vragen. The Irish Times gaf als commentaar dat een vaccinatiebewijs al heel gewoon was voor vliegen naar landen over de hele wereld, zoals voor gele koorts in veel Afrikaanse landen.

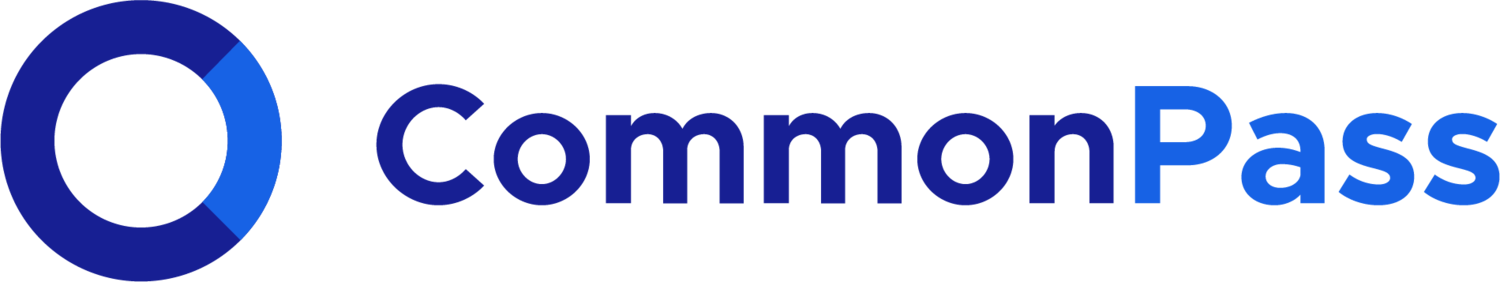
Logo CommonsPass

Onafhankelijk van de digitale gezondheidspas van IATA, kondigden op 25 november vijf grote vliegmaatschappijen – United Airlines, Lufthansa, Virgin Atlantic, Swiss International Air Lines en JetBlue Airways – aan dat ze vanaf 1 december 2020 de CommonPass zouden invoeren, die de resultaten laat zien van de coronatesten van passagiers. Het was ontworpen als internationale standaard door het World Economic Forum en The Commons Project op een manier zodat het in de toekomst ook voor vaccinatiebewijzen kon worden gebruikt. Het standaardiseert testresultaten en is erop gericht om vervalsing van vaccinatiedocumenten tegen te gaan, terwijl het maar beperkte data op de telefoon van een passagier zet om hun privacy te beschermen. De CommonPass was in oktober al eens succesvol getest door United Airlines en Cathay Pacific Airways.
Op 26 november kondigde het Deense Ministerie van Volksgezondheid aan dat het werkte aan een COVID-19- "vaccinpaspoort", dat waarschijnlijk niet alleen zou werken als vaccinatiebewijs voor vliegreizen, maar ook voor andere activiteiten zoals concerten, privéfeestjes en toegang tot verschillende bedrijven. Dit idee werd verwelkomd door DI - Dansk Industri, een belangengroep van de Deense industrie. Ook het Deense College van Huisartsen verwelkomde het project en verklaarde dat het niemand verplicht om te vaccineren, maar hen wel aanmoedigt om dat te doen als ze bepaalde voorrechten in de samenleving willen genieten.
De Ierse Minister van Buitenlandse Zaken Simon Coveney zei op 27 november 2020 dat, hoewel hij "momenteel geen plannen heeft" voor een vaccinatiestempel in paspoorten, zijn regering bezig was om het eerder ingevoerde passenger locator form te wijzigen om bewijs voor negatieve PCR-tests voor het coronavirus erin op te nemen en dat het waarschijnlijk nog verder aangepast zou worden om er vaccinatiedata in op te nemen zodra er een COVID-19-vaccin beschikbaar was. Coveney benadrukte dat "we niet willen dat, na de enorme inspanningen en offers die ons volk heeft gebracht, het virus opnieuw binnengehaald wordt door internationaal reizen, hetgeen een gevaar is als we het niet goed aanpakken."

## Aanbevelingen
Sommige vaccins zijn niet wettelijk verplicht voor reizigers, maar ten zeerste aanbevolen door de Wereldgezondheidsorganisatie. Bijvoorbeeld voor gebieden met een besmettingsrisico voor meningokokken-meningitis in landen in de Afrikaanse meningitisgordel is vaccinatie voorafgaand aan de reis niet verplicht door deze landen, maar toch ten zeerste aanbevolen door de WHO.:21–24
In juli 2019 waren vaccins voor ebola en malaria nog steeds in ontwikkeling en nog niet aanbevolen door reizigers.:4 In plaats daarvan adviseert de WHO verschillende andere manieren van preventie, waaronder verscheidene vormen van chemoprofylaxe, in gebieden waar er een significant risico is op besmet raken met malaria.:4–5